# Happy (Texas)
Happy é uma cidade  localizada no estado norte-americano do Texas, no Condado de Randall e Condado de Swisher.

## Demografia
Segundo o censo norte-americano de 2000, a sua população era de 647 habitantes.
Em 2006, foi estimada uma população de 619, um decréscimo de 28 (-4.3%).

## Geografia
De acordo com o United States Census Bureau tem uma área de
2,8 km², dos quais 2,8 km² cobertos por terra e 0,0 km² cobertos por água. Happy localiza-se a aproximadamente 1079 m acima do nível do mar.

## Localidades na vizinhança
O diagrama seguinte representa as localidades num raio de 36 km ao redor de Happy.